# Jürgen Alzen

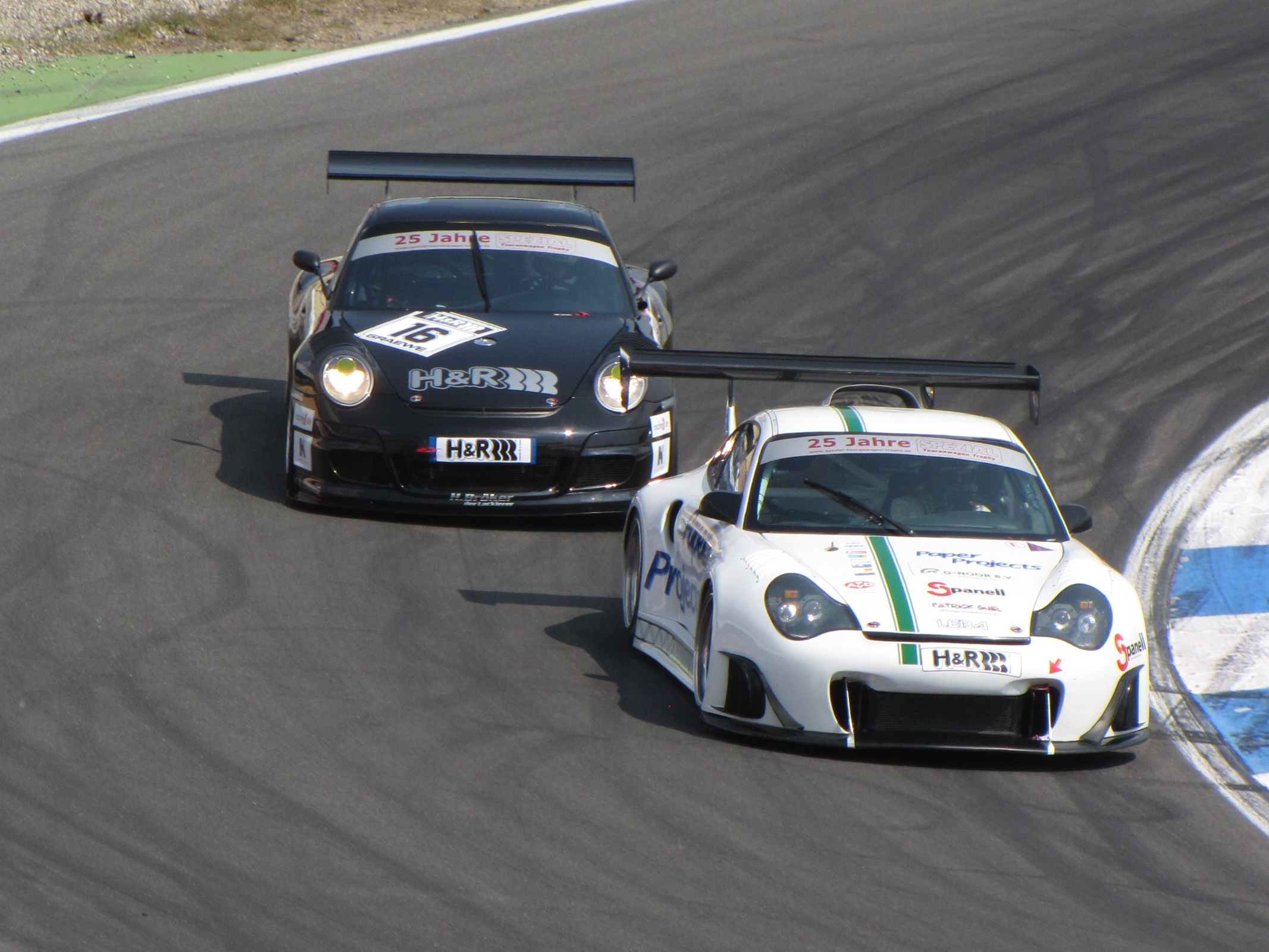
Jürgen Alzen verfolgt René Snel in Hockenheim 2010

Jürgen Alzen (* 26. November 1962 in Kirchen) ist, wie sein jüngerer Bruder Uwe Alzen, ein deutscher Automobil-Rennfahrer.

## Leben
Die motorsportlichen Wurzeln der Brüder Alzen liegen auf der Nürburgring Nordschleife hauptsächlich in der VLN-Serie. Im Jahre 2007 war er auch in der RCN und beim 24h-Rennen auf dem Nürburgring sowohl als Fahrer wie auch als Teamchef aktiv. Hauptbetätigungsfeld sind jedoch die Porsche-Carrera-Cup-Serien (Deutschland bzw. Porsche Supercup).
Er konzentriert sich jedoch seit einiger Zeit auf seinen in Betzdorf ansässigen Betrieb Jürgen Alzen Motorsport, der sich hauptsächlich mit Motorsporteinsätzen und Tuning beschäftigt, wobei fast ausschließlich auf Fahrzeuge aus dem Hause Porsche gesetzt wird.

## Erfolge
In den Jahren 1999, 2002 und 2006 belegte er jeweils den zweiten Rang beim 24h-Rennen auf dem Nürburgring, jeweils zusammen mit einigen weiteren bekannten Fahrern, so 2006 mit seinem Bruder Uwe, Christian Abt und Klaus Ludwig. In Australien nahmen die Alzen-Brüder an den 24 Stunden von Bathurst teil.

## Team
Jürgen Alzen Motorsport trat 2003 bis 2005 mit einem stark modifizierten Porsche 996 Turbo beim 24-Stunden-Rennen auf dem Nürburgring an. Dieses leistungsstarke Fahrzeug wurde aufgrund seines akustischen Auftretens „Turbinchen“ genannt. Mit Uwe am Steuer senkte der Wagen mehrfach den Rundenrekord, so dass per Reglement der Ladedruck noch weiter reduziert wurde. Am Ende der Saison 2005 wurde der (zuletzt beschädigte) Wagen verkauft und stattdessen ein neuer Porsche 911 GT3 (Typ 997) aufgebaut.
In der Saison 2007 fuhr das Team die 24 Stunden mit einem stark modifizierten Porsche Cayman mit einem ca. 530 PS starken Motor aus dem Porsche 911 GT3. Der vorgesehene Einbau des noch stärkeren V10-Motors aus dem Porsche Carrera GT wurde, auch reglementbedingt, verworfen. 2010 fährt Jürgen Alzen mit unterschiedlichen Fahrzeugen von Porsche in der Spezial Tourenwagen Trophy und bei der RCN.
2012 trat Jürgen Alzen Motorsport mit einem Ford GT beim 24-Stunden-Rennen auf dem Nürburgring an. Weitere Piloten neben Jürgen Alzen waren Artur Deutgen, Christian Engelhart und Robert Renauer. Das Team konnte das Rennen nicht beenden. Nach Problemen mit der Bordspannung hatte der Wagen in der Nacht einen Getriebeschaden.

## Statistik

### Sebring-Ergebnisse
| Jahr | Team                    | Fahrzeug           | Teamkollege  | Platzierung | Ausfallgrund |
| ---- | ----------------------- | ------------------ | ------------ | ----------- | ------------ |
| 2001 | Jürgen Alzen Motorsport | Porsche 911 GT3-RS | Ulli Richter | Rang 16     |              |